# Carevac
Carevac es un pueblo ubicado en el municipio de Veliko Gradište, en el distrito de Braničevo, Serbia.

## Superficie
Posee una superficie de 15,73 kilómetros cuadrados.

## Demografía
Hasta 2011 la población era de 744 habitantes, con una densidad de población de 47,29 habitantes por kilómetro cuadrado.